# Cirpan
Cirpan (în bulgară Чирпан) este un oraș în Bulgaria, pe râul Tekirska. Aparține de  Obștina Cirpan, Regiunea Stara Zagora. Centru viticol.

## Demografie
Componența etnică a orașului Cirpan
     Bulgari (75,52%)
     Romi (4,29%)
     Turci (4,69%)
     Nicio identificare (15,35%)
     Altele (0,12%)
La recensământul din 2011, populația orașului Cirpan era de 15.532 locuitori. Din punct de vedere etnic, majoritatea locuitorilor (75,52%) erau bulgari, existând și minorități de turci (4,69%) și romi (4,29%). Pentru 15,35% din locuitori nu este cunoscută apartenența etnică.